# Egidio Girelli

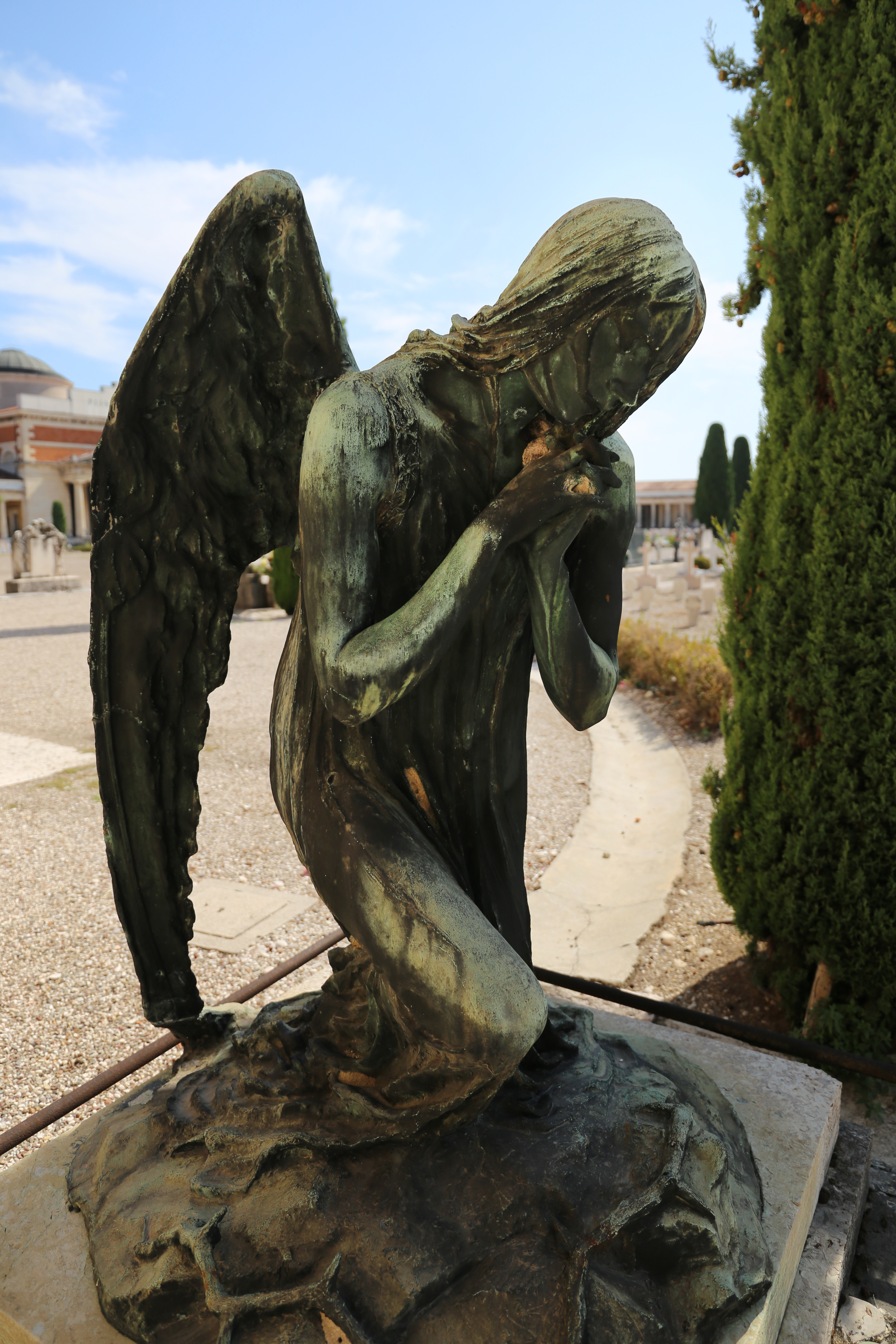
Monumento Avanzi (dettaglio), 1901, cimitero monumentale di Verona

Egidio Girelli (Sommacampagna, 4 gennaio 1878 – Verona, 30 aprile 1972) è stato uno scultore italiano.

## Biografia
Si iscrisse all'Accademia di Belle Arti di Verona nel 1892, ma appena due mesi dopo si trasferì all'Accademia di Brera a Milano, dove ebbe tra i maestri lo scultore Enrico Butti e riuscì anche ad aggiudicarsi la Grande medaglia d’argento.
Già nel 1899, ad appena 22 anni, fu nominato professore all'Accademia veronese, della quale fu anche poi direttore, fino al 1970.
La sua prima importante commissione pubblica fu il Monumento ai caduti civili del bombardamento aereo austriaco su Verona del 14 novembre 1915, eretto in piazza Erbe nel 1919.
Fu un apprezzato esecutore di ritratti e monumenti funerari, molti dei quali sono conservati nel Cimitero monumentale di Verona.